# John Michael McDonagh
Pour les articles homonymes, voir McDonagh.
John Michael McDonagh est un réalisateur et scénariste Irlandais et britannique, né dans le quartier de Elephant and Castle à Londres en 1967. Son frère est le dramaturge et réalisateur Martin McDonagh.

## Biographie
Né de parents irlandais, John Michael McDonagh grandit dans le quartier de Elephant and Castle de Londres. Il étudie au Salesian College de Battersea. Lorsqu’il est adolescent, ses parents déménagent à Spiddal, dans le comté de Galway, où son frère Martin et lui doivent s’assumer seuls.
Il a deux enfants surnommés Babs et Willie.

## Filmographie

### Comme réalisateur
- 2000 : The Second Death (court métrage)
- 2011 : L’Irlandais  (The Guard)
- 2014 : Calvary
- 2016 : War on Everyone : Au-dessus des lois (War on Everyone)
- 2021 : The Forgiven

### Comme scénariste
John Michael McDonagh est scénariste de ses propres réalisations.
- 2003 : Ned Kelly de Gregor Jordan

## Distinctions

### Nominations
En 2011, J. M. McDonagh a été nommé au Satellite Award du meilleur réalisateur et du meilleur scénariste pour L’Irlandais.

### Récompenses
- 2011 : Prix du Public au Festival du film britannique de Dinard pour L’Irlandais
- Irish Film and Television Awards 2014 : Meilleur scénario pour Calvary
- Boston Online Film Critics Association Awards 2014 : Meilleur scénario pour Calvary